# William S. Archer
William S. Archer (Amelia megye, 1789. március 5. – Amelia megye, 1855. március 28.) az Amerikai Egyesült Államok szenátora (Virginia, 1841–1847).